# Cyrus Đại đế
Cyrus Đại đế, cũng viết là Kourosh Đại đế, Kyros Đại đế hay Cyros Đại đế (Tiếng Ba Tư cổ đại: 𐎤𐎢𐎽𐎢𐏁, phát âm ngữ chi Iran: [kʰuːruʃ], Kūruš, Ba Tư: کوروش بزرگ, Kūrosh-e-Bozorg) (Khoảng 600 TCN hoặc là 576 TCN – Tháng 12 năm 530 TCN), trong tiếng Việt viết là Cyrus II Đại đế cũng được gọi là Cyrus II hoặc là Cyrus của Ba Tư, là vị Hoàng đế khai quốc của Đế quốc Ba Tư dưới Triều đại nhà Achaemenes. Là một vị vua vĩ đại, sau cuộc chinh phạt Đế quốc Tân Babylon, ông xưng làm "Vua của các vị vua". Nhiều nguồn tin cho rằng ông là một tín đồ Hỏa Giáo, nhưng nhiều người vẫn không rõ ông có thật sự theo Hỏa Giáo hay không.
Dưới triều đại ông, Đế quốc Ba Tư chiếm được tất cả những nền văn minh trước đây của vùng Cận Đông cổ đại, bành trướng đáng kể và cuối cùng đã chinh phạt phần lớn vùng Tây Nam Á và nhiều phần đất của vùng Trung Á, thậm chí những phần đất của châu Âu và vùng Kavkaz. Từ bờ biển Địa Trung Hải và biển Hellespont ở phía Tây cho tới sông Ấn ở phía Đông, Cyrus đã gây dựng nên một đế quốc rộng lớn nhất mà trước đây, không có đế quốc nào bì kịp trên thế giới. Đôi khi ông được so sánh với vua Kay Khosrow trong huyền sử Ba Tư.
Triều đại của ông kéo dài khoảng 30 năm. Thoạt đầu, ông khởi lập Đế quốc qua cuộc chinh phạt Đế quốc Media, sau đó chinh phạt người Saka (theo Ctesias), Đế quốc Lydia và cuối cùng, ông chinh phạt Đế quốc Tân Babylon. Có lẽ là trước hoặc là sau khi Đế quốc Babylon sụp đổ, ông tiến hành một cuộc chinh phạt miền Trung Á, và kết quả của những cuộc chinh phạt này là ông đã buộc "tất cả mọi dân tộc phải thần phục, mà không hề có ngoại lệ" – theo Herodotos. Cyrus hy sinh tại Trung Á khi giao chiến với một bộ tộc Scythia (theo Herodotos và Ctesias), hoặc qua đời bình yên tại Ba Tư theo Xenophon, vào khoảng tháng 12 năm 530 TCN. Con ông là Cambyses II lên nối ngôi, theo sử cũ ngoài Cyropaedia của Xenophon, ông vua này tiến hành chinh phạt Ai Cập.
Tuy là một nhà chinh phạt hùng cường, ông tôn trọng truyền thống văn hóa và tôn giáo của những vùng đất mà ông chiếm lĩnh. Người ta nói rằng, trong lịch sử nhân loại, Cyrus đã đưa Đế quốc Achaemenes trở thành một mẫu mực về việc thiết lập một bộ máy hành chính trung ương và một chính phủ làm việc vì lợi ích và hạnh phúc của trăm họ. Các chính sách dựng nước của ông đã được các vua kế tiếp của Vương triều Achaemenes – xa hơn nữa là các đế quốc Hy Lạp và La Mã cổ noi theo. Trên thực tế, bộ máy hành chính thông qua các quân Tổng trấn và nguyên tắc quan trọng của việc thành lập chính phủ tại kinh thành Pasargadae, đều là những công trạng của ông. Bên ngoài quốc gia của chính ông Đế quốc Ba Tư, Cyrus còn để lại một di sản bền vững đối với tôn giáo của người Do Thái thông qua Sắc lệnh Khôi phục của ông; vì những chính sách công minh của ông tại thành Babylon, ông được gọi là Người được xức dầu thánh của Chúa Trời trong kinh Tanakh của người Do Thái.
Cyrus cũng được công nhận rộng rãi về những thành tựu của ông về các vấn đề nhân quyền, chính trị, chiến lược quân sự, cũng như ảnh hưởng của ông ta lên cả hai nền văn hóa phương Đông và phương Tây. Đối với nhiều người Iran sau này, Cyrus và danh tiếng lịch sử của ông đã thể hiện rõ bản chất của dân tộc họ. Trong thế giới cổ đại, danh tiếng của Cyrus và cả Vương triều Achaemenes vang xa, đến tận thành Athena, tại đây, nhiều người Athena xem những khía cạnh của Văn hóa Ba Tư triều Achaemenes là của văn hóa của chính họ.

## Tên gọi
Trong các sách tiếng Anh, ông được gọi là Cyrus Đại đế (Cyrus the Great), mà hầu hết sách Việt Nam cũng biết tên này. Tên gọi Cyrus là Latin hóa từ tên Hy Lạp Κυρσς, gốc từ tên Ba Tư là Kourosh, hoặc Kûruš hay Khûrvaš, có nghĩa là "giống như vầng mặt trời": Từ khûr nghĩa "Mặt Trời" và -vaš là "hậu tố" (suffix) của "tính chất giống".
Ở nước Iran, vị hoàng đế này thường thường được gọi là Kourosh-e Bozorg, hay Kūrošé Bozorg và/hoặc Kūrošé Kabīr - đều nghĩa là "Cyrus Đại đế". Trong Kinh Thánh Hebrew, ông được biết đến đơn giản là Koresh mà trong các bản dịch Kitô giáo tiếng Anh là Cyrus, tiếng Việt là Xiru/Siru hoặc Kyrô. Ông còn được nhắc đến trong kinh Qur'an của Hồi giáo với tước hiệu "Dhul-Qarnayn".

## Triều đại

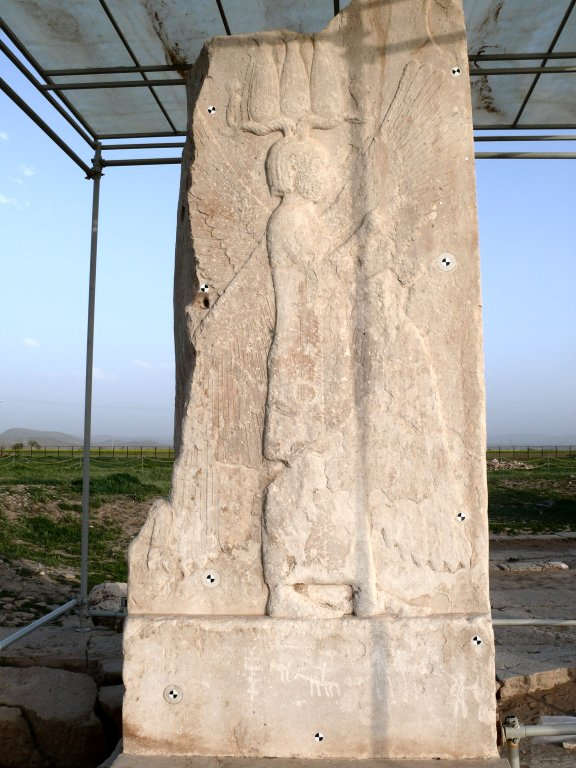
"Bốn hộ vệ có cánh", một bức phù điêu được tìm thấy ở Pasargadae trên đó ghi câu "Trẫm là Cyrus, Đức Vua của Hoàng triều Achaemenes bằng ba ngôn ngữ."

Từ thế kỉ thứ 9 TCN, Vương triều Achaemenes lên trị vì Vương quốc Ba Tư ở cao nguyên Iran. Vua Achaemenes (Haxāmaniš) là người sáng lập ra Vương triều này. Vương triều còn có tên là "Hakhamanishian" nghĩa là "con cháu của Hakhamanish (Achaemenes)" theo như Hoàng đế Darius Đại đế – vị vua thứ 9 của Vương triều này – tuyên bố về lai lịch của mình: "vì lý do này mà bất cứ một ai trong chúng ta cũng có tên là Hakhamanishian." Vua Achaemenes xây dựng nhà nước Parsumash ở tây nam của Iran và truyền ngôi cho con là vua Teispes; vua Teispes đã lấy hiệu là "Vua xứ Anshan" sau khi chiếm được thành phố Anšān và mở rộng vương quốc của mình hơn nữa bao gồm cả Pars. Các tài liệu cổ đề cập rằng ông có một người con là Cyrus I đã kế vị ngôi "Vua xứ Ansan" từ vua cha. Vua Cyrus I có một người anh em khác được ghi nhận là vua Ariyaramma làm vua ở Ba Tư.
Vào khoảng năm 600 TCN, Cyrus I qua đời và con là Cambyses I lên nối ngôi, cai trị tới năm 559 TCN ở Anshan, trong khi Ariyaramma được con là Arshama kế vị ở Ba Tư. Vua Cyrus II (Đại đế) là con trai của vua Cambyses I – người đã đặt tên con mình theo tên vua cha Cyrus I.
Trong trụ của Cyrus II, bản thân ông cũng thừa nhận là con cháu của các vị vua trên. Vua Arshama là ông nội của Darius Đại đế trong khi Cambyses I là cha của Cyrus II. Mẹ ông, Mandane của Media, là con gái của vua Media là Astyages.

## Tuổi trẻ
Chúng ta biết rất ít nói về tuổi trẻ của Cyrus, vì phần lớn tư liệu về thời này đã bị mất. Có lẽ ông sinh vào khoảng 600-599 TCN hay 576–575 TCN. Nhà sử học Herodotos có viết về huyền thoại về sự ra đời của Cyrus, như sau: trong khoảng thời gian Cyrus chào đời, vua Astyages đã được báo mộng rằng cháu ngoại mình – đứa bé Cyrus – sẽ chiếm đoạt ngai vàng. Tỉnh giấc, vua Astyages hạ lệnh cho bắt giết đứa bé. Tuy nhiên, một viên tướng Media đã không giết Cyrus, mà giao đứa bé cho một người chăn cừu. Khi Hoàng tử Cyrus lên 10 tuổi, việc này mới bị vua Astyages phát giác, nhưng vì có đức tính tốt nên ông được về ở với mẹ trong sự đày ải.

## Khởi nghĩa thắng lợi chống Mada
Vào năm 559 TCN, vua Cambyses I qua đời. Vua Cyrus II kế ngôi ở Anshan với cương vị là vua chư hầu của Media. Ông đóng đô ở Pasargadae ở tỉnh Pars, là trung tâm của bộc lạc Pasargadae, nơi Vương triều Achaemenes dấy lên năm xưa. Trong các năm 554 TCN và 550 TCN, vua Cyrus II phát động khởi nghĩa chống triều đình Media, và lời tiên tri trong giấc mộng của vua Astyages đã trở thành hiện thực - khi vua Cyrus Đại Đế ca khúc khải hoàn tiến vào kinh đô Media là Ecbatana (Hamadan ngày nay) và lật đổ Vương triều Media. Ông trở thành vị vua mới của người Media. Ông thống nhất tộc người Ba Tư với người Media, và Đế quốc Achaemenes được kiến lập. Do đối xử tàn nhẫn đối với dân tộc Ba Tư, Đế quốc Media đã sụp đổ và lại chịu sự thống trị của Đế quốc Ba Tư. Sau thời vua Cyrus Đại Đế, họ có làm loạn nhưng đều thất bại. Về phần mình, sau chiến thắng, nhà vua giữ cựu vương Astyages trong Triều đình Ba Tư, mà không làm tổn hại gì đến ông ta.

## Xây dựng Đế quốc Achaemenes hùng mạnh
Kourosh Đại đế có danh ngôn:
| “            | Đa dạng trong bàn bạc, thống nhất trong mệnh lệnh. | ” |
| — Kourosh II |                                                    |   |

Với tư cách là vị vua sáng lập của Đế quốc Hakhamanishian, Kourosh Đại đế có tham vọng làm chủ bờ biển Địa Trung Hải và cả Tiểu Á. Điều này khiến các cường quốc thế giới thời đó là Lydia do vua Kroisos trị vì, Đế quốc Tân Babylon do vua Nabonidus trị vì và Đế quốc Ai Cập do Pharaon Amasis II trị vì đều lo sợ, nên đã thành lập liên minh với thành bang Sparta của Hy Lạp với ý đồ cản trở thế lực của Đế quốc Ba Tư đang trên đà lớn mạnh, nhưng không có kết quả gì.

### Đối ngoại

#### Về phía Tây
Sau những chiến thắng ở phía Đông, Hoàng đế Cyrus Đại đế chuyển tầm nhìn của mình về phía Tây: Vào năm 547 TCN, ông phát động chiến dịch phạt Đế quốc Lydia. Kết quả là ông toàn thắng, và sáp nhập Lydia vào lãnh thổ Ba Tư. Theo Herodotus thì ông trọng vọng vua Lydia cuối cùng là Kroisos, cụ thể hơn là phong Kroisos làm cố vấn, nhưng ghi nhận này mâu thuẫn với Biên niên sử Nabonidus (Nabonidus Chronicle theo tiếng Anh), theo đó ông thẳng tay giết chết cựu vương Kroisos. Với chiến thắng của ông trong cuộc chinh phạt nước Lydia, ông trở nên cực kỳ giàu có chẳng kém gì vua Kroisos (cho đến ngày nay, người ta vẫn thường nói "Giàu như vua Kroisos"). Ông trở thành bá chủ của phần lớn châu Á.

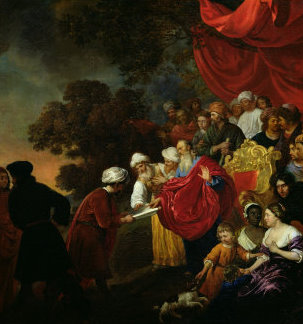
Quan Tổng đốc xứ Judah Zerubbabel đệ trình kế hoạch Jerusalem lên Cyrus Đại Đế.

Năm 539 TCN ông xâm lược Babylonia, do Vương triều Chaldea cai trị. Công cuộc chinh phạt xứ Babylon là cuộc chinh phạt danh tiếng nhất của ông, được ghi nhận chi tiết trong Kinh Thánh, chữ hình nêm Babylon và các tác phẩm của Herodotos hay Xenophon. Ngày 12 tháng 10 năm 539 TCN Kourosh Đại đế "không đổ một giọt máu" sáp nhập Babylonia vào Ba Tư, giam giữ vua Nabo-naid và xưng "Vua của Babylonia, Vua của Sumer và Akkad, vua của 4 phương trên Trái Đất" (tiếng Anh: King of Babylon, King of Sumer and Akkad, King of the four corners of the world). Tiếp theo, ông xuống chiếu truyền 40.000 người Do Thái bị đày xa xứ rời khỏi Babylonia và về lại Palestine. Đúng như lời tiên đoán của Jeremiah về cuộc lưu dày cuộc người Do Thái trong vòng bảy mươi năm, 40.000 người Do Thái đã được thầy tu Joshua và quan Tổng đốc Zerubabbel đưa về cố hương Jerusalem. Không những thế, ông truyền lệnh cho họ tu bổ lại các đền thần ở Jerusalem. Như vậy là người Do Thái sẽ mãi mãi hết mực trung thành với vua Cyrus Đại Đế và Vương triều Achaemenes.
Ít lâu sau đó ông kiểm soát toàn bộ bán đảo Ả Rập và vùng đất Levant. Dù Hoàng đế Cyrus Đại Đế không đánh Ai Cập, năm 553 TCN tất cả các miền đất vùng biên giới Ai Cập đều rơi vào tay vua Ba Tư. Tuy nhiên, trong tác phẩm "Cyropaedia", Xenophon cho hay ông đã tiến hành chinh phạt xứ Ai Cập. Đây là chiến công cuối cùng của ông, và sau đó ông rút về kinh đô, trị vì đất nước thái bình thịnh trị. Bấy giờ, Đế quốc của Hoàng đế Cyrus Đại Đế có bốn kinh đô là Babylon, Ecbatana, Pasargadae và Susa.

#### Về phía Đông
Kourosh Đại đế đã chiếm được Hyrcania, Parthava và Armenia - những tỉnh của Đế chế Mada trước kia. Ông còn tiến xa về phía Đông và sáp nhập Drangiana, Arachosia, Margiana và Đại Hạ vào lãnh thổ của mình. Sau khi thu phục người Đại Hạ, ông tiến đánh người Sacae (Scythia), theo ghi nhận của Ctesias. Theo Herodotos thì ông chỉ tiến đánh người Đại Hạ sau khi tiêu diệt được Đế quốc Lydia, nhưng Herodotos chỉ miêu tả chi tiết một cuộc tấn công người Massagetae, mà ông bại trận tử vong (xem phần "Qua đời" bên dưới). Nhưng theo Ctesias thì ông bắt sống được vua Amorges của người Sacae. Trước tình cảnh đó, Nữ vương Sparethra xây dựng một đội quân gồm 30 vạn trai tráng và 20 vạn phụ nữ Sacae, và tiến đánh vua Cyrus Đại Đế để trả thù cho chồng mình. Ông kéo quân ra đánh, bị thất bại thảm hại và Nữ vương Sparethra bắt sống được biết bao tù binh, trong số đó có cả những chiến tướng lỗi lạc nhất của Đế quốc Ba Tư, anh vợ ông là Parmyses cùng với ba người con trai. Tuy nhiên, vị Nữ vương cao thượng đã trả tự do cho những tù binh này, và vua Cyrus Đại Đế cũng trả tự do cho chồng bà là vua Amorges. Ông và vua Amorges từ đó trở thành một đôi bạn thân thiết. Cũng như Herodotos, Xenophon không hề đề cập gì đến cuộc chiến tranh này.
Câu chuyện này có một số điểm giống với câu chuyện Cyrus đánh người Massagetae của Herodotos, nhưng thực ra khác hẳn. Như vậy là cuộc chinh phạt người Sacae đã kết thúc với thắng lợi của ông. Việc giao chiến với một vị Nữ vương người Scythia có lẽ là trách nhiệm cần thiết của một vị anh hùng người Ba Tư, cũng như các vị anh hùng người Hy Lạp dường như có một trọng trách là giao chiến với các nữ chiến binh Amazon. Do đó, Cyrus đánh trận với Nữ vương Tomyris người Massagetae theo Herodotos, và đánh trận với Nữ vương - chiến binh Sparethra người Sacae theo Ctesias. Strabo cũng đề cập đến một cuộc chinh phạt người Sacae của nhà vua. Theo đó, ông tbị người Sacae đánh bại, phải rút quân. Nhưng ông vẫn giữ lại các trại của Quân đội Ba Tư trên vùng đất của người Sacae; và do đó, khi đối phương tiến quân đến, họ nghĩ ông đã tháo chạy. Thấy quân nhu của Quân đội Ba Tư, đặc biệt là rượu, họ chè chén no say để rồi khi Hoàng đế Cyrus Đại Đế kéo quân trở laị, họ không thể làm gì được. Thế là nhà vua toàn thắng. Sau đó, ba quân ăn mừng chiến thắng, ông tổ chức yến tiệc "Sacace", vì ông vừa đánh bại người Sacae.
Sau khi vượt sông Oxus, ông tiến về sông Jaxartes. Tại đây, ông xây dựng những thành phòng ngự để bảo vệ miền đất xa nhất của đế quốc trước các cuộc tấn công của những bộ lạc ở Trung Á, như người Scythia. Chúng ta không biết rõ vùng đất tận cùng của Đế quốc Hakhamanishian thời Kourosh Đại đế là nơi nào, có lẽ là Peshawar ở Pakistan.

### Đối nội
Kourosh Đại đế đã bổ nhiệm cho mỗi vùng đất mà ông chiếm được một quan tổng trấn (satrap). Các viên tổng trấn này phải gánh đủ trách nhiệm về cai trị, ban hành pháp luật và sinh hoạt văn hóa ở các tỉnh.
Theo Xenophon, ông còn nổi tiếng vì đã sáng chế ra phương pháp cai trị đầu tiên trên thế giới. Các thành tựu xây dựng đế quốc của ông được kế tục bởi con cháu ông, và cả các quốc tổ sau này.

## Tôn Giáo Của Cyrus Đại Đế
Tín ngưỡng cá nhân của Kourosh gần như không được rõ, nhưng theo Xenophon thì về mặt tôn giáo, ông đã mời một đạo sĩ Magia đến triều đình của mình. Điều này không được nhiều sử học khác đồng tình, và Mary Boyce xem Kourosh là một tín đồ Hỏa giáo, cũng giống như các bậc tiền bối làm chư hầu Mada của ông. Bà chỉ ra rằng các bàn thờ lửa và cả tòa lăng ở Pasargadae cho thấy sự thực hành của Hỏa giáo thời đấy, ngoài ra, một số văn bản cổ bằng tiếng Hy Lạp cho thấy các đạo sĩ Hỏa giáo đã có địa vị quan trọng trong triều đình Kourosh.

## Qua đời

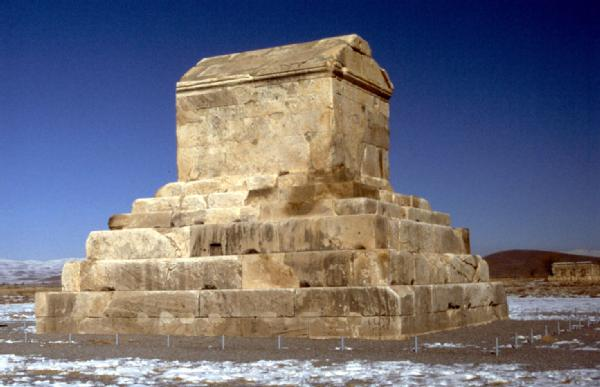
Lăng mộ Kourosh ở Pasargadae.

Theo hiểu biết của người đương thời thì sau khi chinh phạt nước Babylon, ông đã trở thành Hoàng đế của hầu hết châu Á. Tài liệu cổ xứ Babylonia ghi rằng Hoàng đế Cyrus Đại Đế đã qua đời ngày 4 tháng 12 năm 530 TCN. Dù vậy, theo Herodotus, ông qua đời gần biển Aral vào ngày tháng 7/8 năm 529 TCN. Nhà sử học Xenophon cho rằng ông qua đời bình yên, nhưng phần lớn các nhà sử học cổ cho rằng, ông tử trận trong một cuộc chinh phạt ở biên giới phía Đông Bắc hoặc là phía Đông.
Sách The Annals of the World (trang 119) của James Ussher cũng ghi nhận ông qua đời vào năm 529 TCN. Năm đó, ông đã 70 tuổi. Đúng 30 năm trước đó, ông lên thống lĩnh cả Quân đội Ba Tư lẫn Quân đội Media. Chín năm trước đó, ông đã chinh phạt Đế quốc Babylon và trị vì Đế quốc này trong vòng bảy năm. Nguyên nhân cái chết của nhà chinh phạt kiệt xuất này là một bí ẩn của lịch sử.

### Tử trận ở Massagetae?
Theo Herodotos, Cyrus lúc cuối đời đã quá tự tin vào sự bất bại của mình, nên đi đánh Massagetae dù họ không hề xâm lấn Ba Tư. Ông viết thư đòi kết hôn nữ vương Tomyris của Massagetae, với mong muốn kết hôn với bà. Tuy nhiên, vị Nữ vương này từ chối, vì bà biết rằng ông muốn xâm chiếm lãnh thổ của bà chứ không phải là yêu bà. Mưu đồ này thất bại và ông quyết định tiến đánh người Massagetae. Ông vượt sông và xây cầu cho ba quân hành quân qua, đồng thời làm thuyền bè để quân sĩ đổ bộ lên lãnh thổ của người Massagetae.
Nữ vương Tomyris thống trị người Massagetae - một bộ lạc sống trên thảo nguyên ở phía Bắc sông Araxes. Ở một lúc nào đó, họ có thể tập hợp một đội quân đông đảo. Không thỏa mãn với cuộc chinh phạt xứ Assyria, Cyrus muốn lấy nốt đất của họ để mở rộng Đế quốc Ba Tư. Theo Herodotus, nhà vua thân chinh kéo một đội quân bao gồm cả người Ba Tư lẫn người Media thẳng tiến sông Araxes, và Tomyris có gửi thư cho ông:
| “         | Vua của người Media, hãy từ bỏ những âm mưu của Ngươi. Ngươi không hiểu cái gì sẽ xảy ra nếu Ngươi cứ thế mà làm! Hãy trị vì thần dân của Ngươi và làm ơn để cho Ta cai trị thần dân của Ta. Nhưng, do Ngươi chán sống trong hòa bình rồi, hẳn là Ngươi sẽ không làm theo lời Ta. Và khi đó, nếu Ngươi quá muốn thử sức Ta và ba quân, Ngươi không cần phải tốn công xây cầu. Ta và ba quân sẽ tiến hành hành quân, rời khỏi bờ sông trong vòng ba ngày, và Ngươi có thể sẽ kéo quân về chính quốc của Ngươi... | ” |
| — Tomyris | |   |

Cũng theo Tomyris, nếu ông muốn đánh trận trên lãnh thổ của người Massagetae, bà sẽ rút quân về lãnh thổ Massagetae. Khi đó, hai bên hãy đánh nhau. Theo Herodotus, sau khi nhận được thư như vậy, Cyrus Đại Đế triệu tập các quan đại thần để hỏi ý họ. Ai nấy đều khuyên vua nên để nữ hoàng Tomyris và đội quân Massagetae tiến vào chính quốc Ba Tư. Tuy nhiên, cựu vương nước Lydia là Kroisos lại phản đối, và tâu:
| “         | Thưa đại vương, như tôi đã nói kể từ khi thần Zeus đưa tôi về với ngài, tôi sẽ làm tất cả những gì có thể để xua đuổi mọi hiểm họa đến với đại vương và vương thất! Những chiến bại của tôi đã dạy cho tôi một bài học nhớ đời... tôi không đồng ý với các cận thần của ngài! Nếu ta cho giặc vượt sông tiến vào nước ta, nếu chúng thắng thì ngài không những bại trận mà còn mất luôn cả một quốc độ... Mặt khác, nếu ngài thắng trận, chiến thắng sẽ mang tính dứt điểm vì ngài không thể truy kích vào đất địch... thật quá quắt nếu Cyrus, con của Cambyses, phải lui quân trước một con đàn bà! Tôi khuyên đại vương hãy vượt sông, và chừng nào giặc lui thì ngài cứ tiến và thực hiện kế này: tôi biết bọn Massagetae chẳng hay biết về những thứ tốt đẹp của dân tộc Ba Tư an hưởng, và chẳng cảm thấy những yếu tố của một cuộc sống hạnh phúc! Quân ta nên cung cấp cho giặc một bữa tiệc thịnh soạn nhất ngay tại trại của quân ta, với nhiều con cừu bị giết... rượu... Sau đó, đại vương hãy kéo đại quân đi, để lại một đám lính tồi tệ... giặc sẽ liên hoan... và đó là thời cơ để ngài dáng cho giặc một đòn khủng khiếp. | ” |
| — Kroisos | |   |

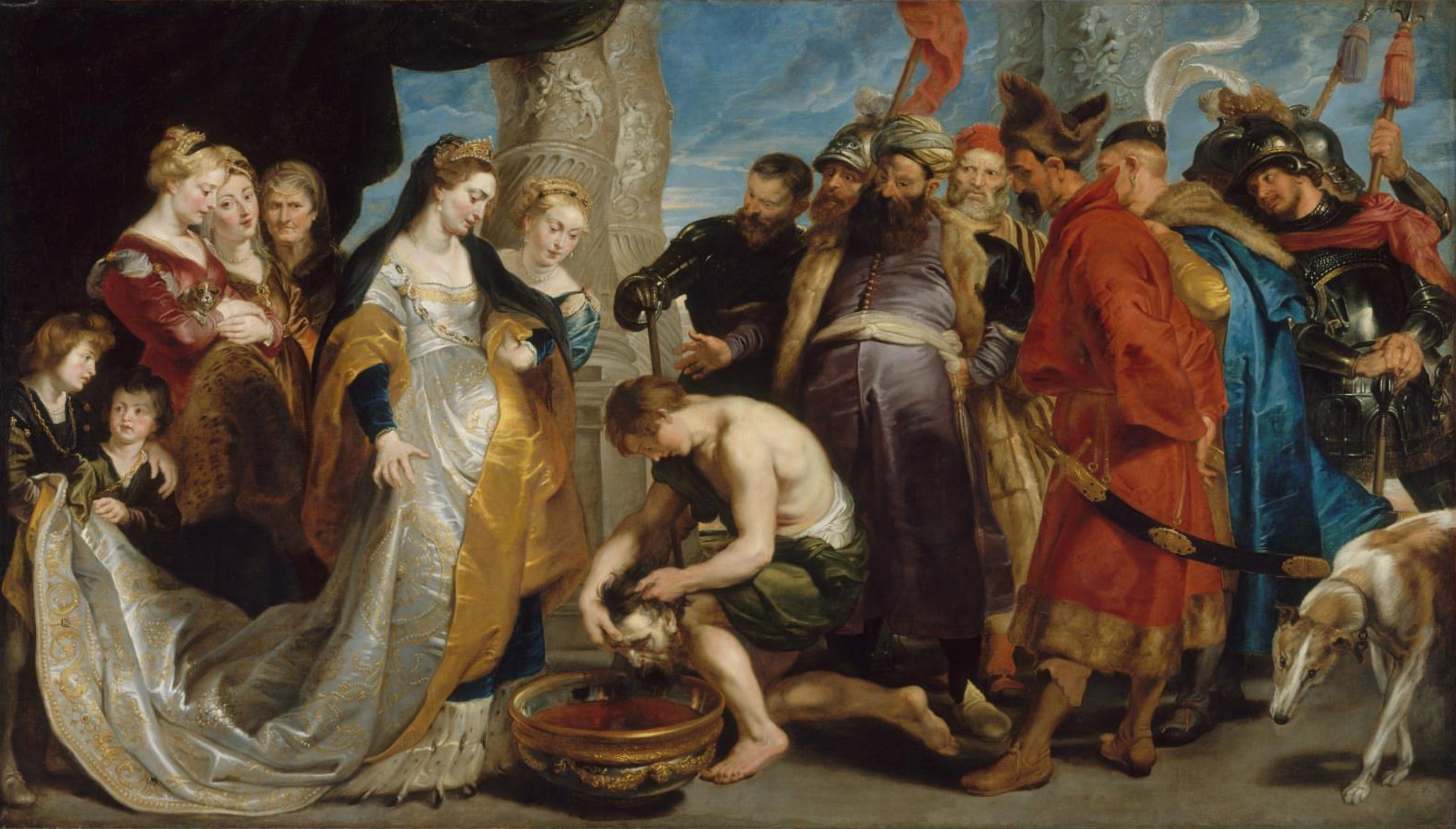
Họa phẩm của danh họa Peter Paul Rubens - "Tomyris trước cái đầu của Cyrus", cho thấy một người lính đến yết kiến nữ vương Tomyris của người Massagetae, dâng cho bà ta cái đầu của Cyrus và bỏ nó vào vũng máu.

Nghe lời Kroisos, Cyrus gửi thư cho Tomyris, đề nghị bà rút về lãnh thổ của bà, để ông kéo quân đến đánh. Bà giữ đúng lời hứa, và Cyrus huấn lệnh thiết tha, mong Kroisos hãy tôn kính và vinh danh Cambyses nếu ông bị đánh bại. Ông để lại cả Kroisos lẫn Cambyses ở Ba Tư và xuất quân. Một đêm sau khi vượt qua sông Araxes, ông ngủ trên đất của người Massagetae, và ông chiêm bao thấy ác mộng. Ông nằm mộng thấy cậu con trưởng của tướng Hystaspes xòe ra hai cánh ở hai vai, một cánh bao phủ châu Á và một cánh bao phủ châu Âu. Trong lúc ấy, con trưởng của tướng Hystaspes, thuộc dòng dõi nhà Achaemenes, là Darius, mới 20 tuổi và chưa phải theo vua đánh trận. Khi tỉnh giấc, Cyrus lo sợ, ông gọi tướng Hystaspes và nói riêng:
| “              | Này Hystaspes, tôi vừa phát hiện một âm mưu của con trai ông, hắn muốn lật đổ tôi. Ông nghe đây, tôi có lý do chính đáng để xác thực điều này! Thần linh luôn phù hộ cho tôi và báo cho tôi biết trước là điều gì sẽ xảy ra. Đêm qua, tôi nằm mộng thấy con ông có hai cái cánh ở hai vai của hắn: một cánh bao phủ châu Á và cánh kia bao phủ châu Âu. Chẳng cần phải thắc mắc gì với ý nghĩa của ác mộng này - hắn đang làm phản. Ông hãy mau chóng trở về Ba Tư, và khi nào tôi chiến thắng trở về, ông hãy đem hắn ra xét xử. | ” |
| — Cyrus Đại Đế | |   |

Herodotus có lời bàn rằng, Cyrus đã không hiểu ý nghĩa thực chất của ác mộng này. Thánh thần đã báo trước cho ông biết rằng, ông sắp qua đời, và Darius sẽ lên ngôi vua sau này. Tướng Hystaspes tâu với vua:
| “           | Này đại vương, thiết nghĩ không có một người Ba Tư nào sinh ra lại mưu phản, và nếu có, người đó sẽ chết chắc! Lúc Người mới chính vị hiệu, dân ta làm nô lệ và Người đã giải phóng dân ta; Người thấy dân ta phải thần phục người khác thì Người đã đưa dân ta lên trị vì toàn bộ nhân loại. Nếu Chúa thượng được báo mộng rằng con trai của Hạ thần mưu phản, Hạ thần sẽ giao hắn cho Người để Người làm tất cả những gì mà Người mong muốn! | ” |
| — Hystaspes | |   |

Như vậy là tướng Hystaspes vượt qua sông trở về nước để theo dõi con trai mình. Về phần mình, nhà vua tiếp tục tiến hành chiến dịch của ông. Theo lời Kroisos, Ông kéo quân chủ lực đi và để lại một số binh sĩ yếu ớt tại nơi mà ông biết người Massagetae sẽ tiến tới. Một cánh quân Massagetae đã tấn công và tiêu diệt đạo quân này, bất chấp sự kháng cự yếu ớt của đạo quân Ba Tư kia. Nhưng, quả như ông đoán, người Massagetae nhìn thấy lương thực của Quân đội Ba Tư, bao gồm thịt, rượu. Họ chè chén linh đình, ăn thịt, uống rượu cho đến say và ngủ thiếp đi. Nhà vua mới kéo quân chính quy quay lại đó, và tấn công người Massagetae. Quân đội của ông thẳng tay tàn sát người Massagetae, bắt được vô số tù binh (số lượng tù binh còn nhiều hơn cả số người Massagetae tử vong). Không những thắng trận mà Cyrus còn bắt sống được Spargapises, con trai Tomyris.
| “         | Tên khát máu Cyrus kia, đừng có mà tự hào với chiến thắng vớ vẩn của Ngươi: đó là một thứ nước ép nho... Ngươi đã dùng độc dược này để đánh lừa con trai của Ta, rồi bắt sống nó, chứ không chiến đấu công bằng, là đánh một trận hẳn hoi... hãy nhớ, Ta khuyên Ngươi là để giúp Ngươi làm điều tốt. Hãy trao trả con cho Ta, và rút hết toàn quân của Ngươi ra khỏi lãnh thổ của Ta... Nếu Ngươi từ chối, Ta thề trước Mặt Trời - vị Chúa tể tối cao của người Massagetae... Ta sẽ cho Ngươi tha hồ uống máu. | ” |
| — Tomyris | |   |

Nhưng ông không thèm chú ý gì đến lá thư của Tomyris, và ngay khi nhận thấy thời cơ, Hoàng tử Spargapises liền tự sát. Như vậy, một trận đánh nữa nhất định sẽ diễn ra. Trong suốt cuộc đời chinh chiến của mình, nhà vua thường tính toán sáng suốt và xuất sắc; thế nhưng ông đã sai lầm khi tiến đánh người Massagetae. Tomyris triệu tập tất cả các đội quân của người Massagetae, và theo Herodotus đây là trận chiến khốc liệt và ghê tởm nhất trong tất cả các trận chiến vào thế kỷ này. Hai bên đánh nhau cả ngày, và cuối cùng thì người Massagetae thắng lợi. Tomyris cho cận vệ tìm thi hài của Cyrus, và bà chặt đầu ông, bỏ cái đầu ông vào một cái thùng to chứa đầu máu:
| “         | Ta sống sót và đánh bại mi, nhưng ta đã suy sụp vì mi dùng thủ đoạn mà bắt sống con trai của ta; tuy nhiên, ta sẽ làm theo lời đe dọa của ta, và cho mi tha hồ uống máu. | ” |
| — Tomyris | |   |

#### Nghi vấn xung quanh cuộc chiến tranh Ba Tư - Massagetae
Nhà sử học Diodorus Siculus có ghi nhận gần giống với Herodotus, đại ý như sau: ông là vị vua hùng mạnh hơn cả trong thời ấy, và thống lĩnh một đội quân hùng cường đi đánh xứ Scythia. Nữ vương của người Scythia đánh bại quân đội Ba Tư, bắt sống và hành quyết vua Cyrus, thể hiện lòng dũng cảm của những nữ chiến binh Amazon. Diodorus có lẽ ghi rõ hơn Herodotus, rằng vị Nữ vương người Scythia đã trực tiếp bắt sống và giết ông, chứ Herodotus không ghi rõ là Nữ vương Tomyris có trực tiếp giết ông và trực tiếp đi tìm thi hài của ông hay không? 
Theo Trogus Pompeius và Jornandes thì chính Hoàng đế Darius Đại Đế - vị vua trong cơn ác mộng của Hoàng đế Cyrus Đại Đế (theo Herodotos) - mới là ông vua đã đề nghị kết hôn với một vị Nữ vương người Scythia. Diodorus là nhà sử học duy nhất bảo ông bị tra tấn. Tuy nhiên, một lăng tẩm tại kinh đô Pasargadae, đã được xác nhận là lăng mộ của ông, nên điều này dấy lên tranh cãi. Chính Herodotus cũng không hề giải thích về việc Quân đội Ba Tư có giành lấy thi hài của nhà vua và đem về kinh thành Pasargadae hay không? Một pháo đài được ông xây dựng gần sông Araxes (Jarxates), tồn tại cho đến thời vua Alexandros Đại Đế, có thể cho thấy nhà vua Ba Tư đã hoạt động tích cực ở biên giới với người Massagetae. Tuy nhiên, ngay cả bằng chứng có sẵn cũng không thể khẳng định rằng ông đã một vị Nữ vương du mục giết. Sau trận đánh, quân lính Ba Tư nhất định phải mang thi hài ông về kinh đô Pasargadae. Ngay cả đối với Nữ vương Tomyris, người ta không thể khẳng định rõ là bà ta có thật hay không? 

### Qua đời bình yên ở kinh đô Pasargadae?
Và, nhà sử học Xenophon là người duy nhất ghi nhận ông qua đời bình yên trên đất Ba Tư, và có thể Xenophon nói đúng hơn cả.
Theo cuốn Cyropaedia của nhà sử học. Xenophon, ông không tử trận, mà chỉ đột ngột qua đời ở kinh thành của ông. Theo Xenophon, sau khi chinh phạt xứ Ai Cập, ông cùng thần dân sinh sống trong hòa bình trong bảy năm cuối thịnh trị của Triều đại ông. Thần dân Ba Tư thuộc tất cả mọi tầng lớp đều tôn kính và yêu mến ông. Ghi nhận về những năm tháng huy hoàng này trong tác phẩm "Cyropaedia" cũng giống như giai đoạn tương tự trong Triều đại vua Kay Khosrow, theo huyền sử Ba Tư. Đại khái huyền sử Ba Tư cũng ghi vua hiền Kay Khosrow thương dân, dựng nước, lập pháp, v.v...

### Tử trận khi đánh người Derbices?
Câu chuyện về cái chết của ông theo Herodotus không hề có giá trị cao hơn câu chuyện của những nhà sử học khác. Tác phẩm "Persica" của nhà sử học Ctesias có ghi nhận khác về cái chết của ông. Ctesias viết có theo trình tự thời gian, và nửa giống Herodotus, nửa giống Xenophon. Theo đó, đi đánh người Derbicae. Không hề có một vị Nữ vương nào trong câu chuyện này, và người Derbicae do vua Amoraios thân chính thống lĩnh. Trong trận đánh này, người Derbicae được hỗ trợ bởi những cung thủ và kỵ sĩ người Scythia khác, và cả quân Ấn Độ cùng với những voi chiến của họ. Tượng binh Ấn Độ phục kích, làm cho lực lượng Kỵ binh Ba Tư phải bỏ chạy. Hoàng đế Cyrus Đại Đế cũng ngã ngựa, và, một tên lính Ấn Độ phóng lao vào phần dưới của bắp đùi của ông. Theo Ctesias, đó là nguyên nhân khiến ông qua đời.

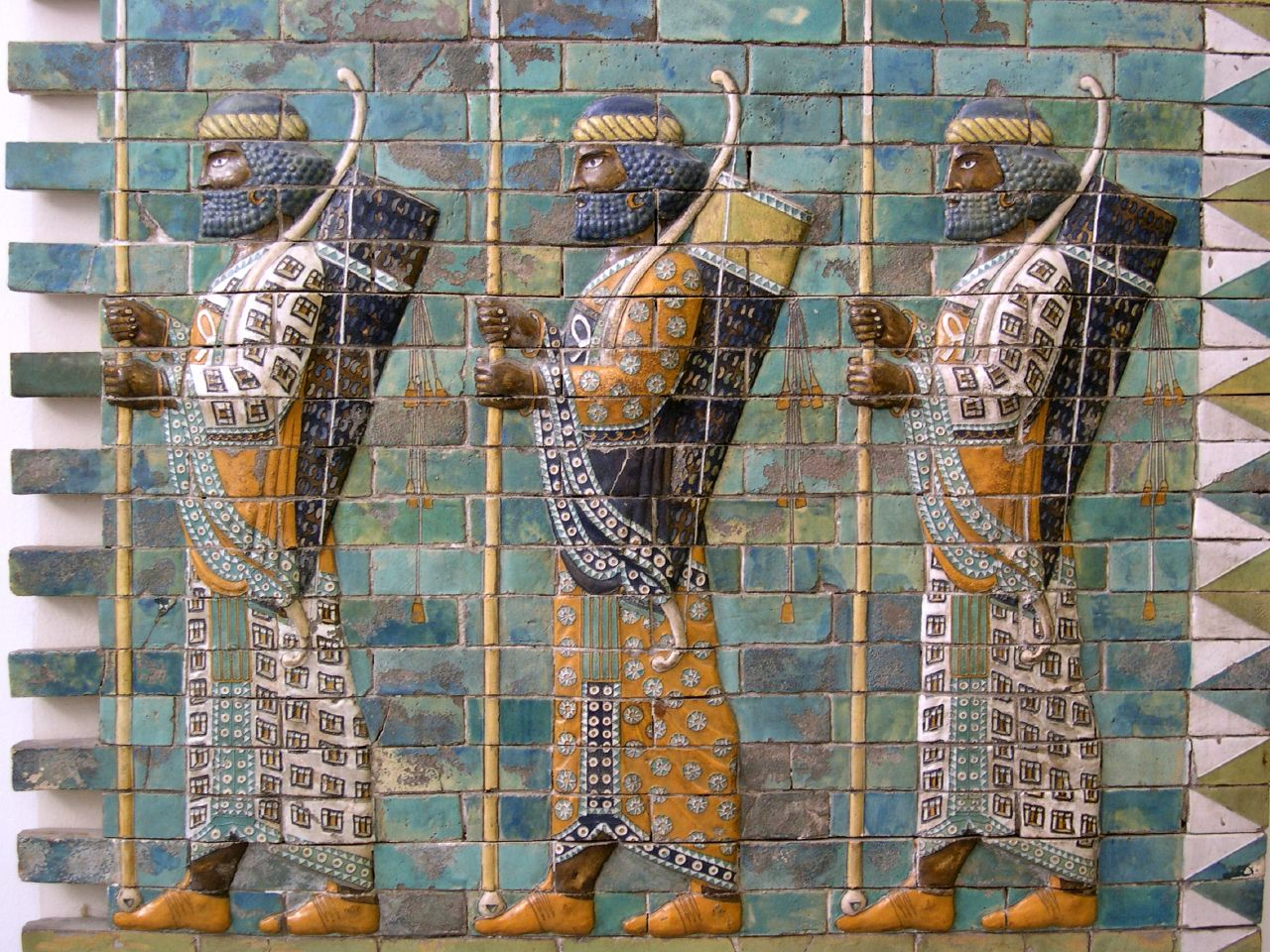
Những chiến binh của Đế quốc Ba Tư cổ đại.

Tuy nhiên, trong lúc đó ông vẫn còn sống sót, các bạn hữu và thân quyến của ông mang ông ra khỏi trận và đưa ông vào trại của Quân đội Ba Tư. Cả hai bên đều có 10.000 quân thiệt mạng trong trận đánh, cả Quân đội Ba Tư lẫn người Derbicae đều chịu tổn thất nặng nề. Theo Ctesias, trận chiến giữa Quân đội Ba Tư và người Derbices diễn ra ở phía Đông Bắc của thượng nguồn sông Syr Darya. Điểm giống duy nhất của câu chuyện này với câu chuyện của Herodotos về cái chết của nhà vua Ba Tư, là trận chiến bùng nổ tại biên giới phía Đông của Đế quốc Ba Tư.
Đồng minh của ông - vua Amorges người Sacae - nhận được tin dữ về ông. Ngay lập tức, vị vua này mang 20.000 Kỵ binh Sacae đến tiếp viện. Với sự hỗ trợ của người Sacae hùng mạnh, Quân đội Ba Tư tiếp tục chiến đấu quả cảm, giao chiến ác liệt với người Derbicae, và cuối cùng, chiến thắng thuộc về liên quân Sacae - Ba Tư, đội quân Derbicae bị hủy diệt. Công cuộc chinh phạt người Derbicae đã kết thúc thắng lợi. Vua Amoraios người Derbicae cùng với hai cậu con trai đều chết trận; và, 3 vạn quân Derbicae tử vong trong chỉ có 9 nghìn quân Ba Tư thiệt mạng. Người Derbicae tuyên thệ trung thành với Hoàng đế Cyrus Đại Đế. Và, theo nhà sử học Ctesias, không phải là ông không nói lời chia tay cuối cùng với Hoàng gia Ba Tư và cận thần trước khi về cõi vĩnh hằng:
Lúc lâm chung, ông nhường ngôi Hoàng đế cho người con trưởng của ông. Con thứ của ông là Tanyoxarkes được phong làm lãnh chúa của người Bactria và các miền đất của họ, đồng thời, trị vì cả những người Chorasmia, Parthia và Carmania. Nhà vua cũng khuyên con nên để cho những người này khỏi phải nộp thuế. Không những thế, đối với những người con của Spitamas - chồng cũ của Hoàng hậu Amytis vợ ông - ông phong Spitakes làm quan Tổng trấn của người Derbicae. Nhà vua cũng phong em Spitakes là Megabernes làm quan Tổng trấn của người Barcania. Ông khuyên họ phải luôn luôn nghe lời mẹ; ông cũng dùng tay phải mà bắt tay với vua Amorges cùng với mọi người khác, siết chặt tình bạn của ông đối với bọn họ. Ông còn hứa hẹn họ sẽ luôn luôn hạnh phúc nếu họ chung sống thân thiết với nhau, và họ sẽ đáng nguyền rủa nếu họ đối xử tệ bạc với nhau.
Sau những lời răn dạy cuối cùng này, nhà vua qua đời vào ngày thứ ba sau khi ông bị thương. Kết thúc 30 năm trị vì của ông. Về việc ông bắt tay với vua Amorges và tất cả mọi người, nhà sử học Xenophon cũng có ghi nhận về việc nhà vua bắt tay với tất cả những ai xung quanh ông trước khi ông tạ thế. Trong sử sách của Ctesias, vua Amorges - một kẻ thù từng bị Hoàng đế Cyrus Đại Đế đánh bại - trở nên người bạn thân thiết của ông, và có vai trò tương đương với Quốc vương Kroisos xứ Lydia trong bộ sử của Herodotos. Trong khi theo Herodotos, ông căn dặn cựu vương Lydia phò tá vua con Cambyses II khi đánh người Massagetae, theo Ctesias ông cũng căn dặn vua Amorges phải thân thiết với các con của ông trước khi ông về cõi vĩnh hằng.
Cuốn sử thứ 12 của Ctesias mở đầu với cuộc đăng quang của vua Cambyses II. Ngay sau đó, vị tân Hoàng đế truyền lệnh cho quan Thái giám Bagapates mang thi hài vua cha Cyrus Đại Đế trở về Ba Tư để làm lễ an táng, và huấn lệnh Bagapates làm theo tất cả những lời trăn trối của ông. Quan Thái giám Bagapates - vốn từng là sủng thần của ông - tiếp tục ảnh hưởng lớn đến Hoàng đế Cambyses II. Với việc tân Hoàng đế Cambyses làm lễ an táng ông, sử sách của Ctesias đã phần nào trùng khớp với những ghi nhận về Lăng mộ của Cyrus Đại Đế trong cuộc chinh phạt Ba Tư của vua Alexandros Đại Đế.

### Những ghi nhận khác
Nhà sử học Berrosus lại cho rằng ông tử trận khi đánh người Dahae (Daai) ở phía Tây Bắc thượng nguồn của sông Syr Darya. Người Dahae một tộc người Scythia ở miền Tây Trung Á. Sự khác biệt giữa các nhà sử học khi nói về tộc người nào đã giết nhà vua Ba Tư có thể là do: trên thực tế, người Derbices là một phần của liên minh các bộ lạc hùng mạnh của tộc người Massagetae sống trên những thảo nguyên giữa các biển Caspian và Aras. Trong thời của nhà sử học Ctesias, họ là những người hùng mạnh hơn cả trong số những người Massagetae. Nhưng đến thời của Berossus, người Dahae đã hạ thấp vai trò của người Massagetae trong lịch sử. Vì vậy, Berrosus cho rằng Hoàng đế Cyrus Đại Đế tử trận khi ông giao chiến với người Dahae.
Johannes Melach xứ Antioch thì dẫn nguồn từ một tác phẩm bị lãng quên được cho là của nhà toán học Pythagoras xứ Samos, cho rằng ông tử trận trong một trận thủy chiến với người Samos. Không những thế, bản chất đáng ngờ của nguyên nhân cái chết của ông còn thể hiện như sau: theo Lucian (dẫn nguồn của nhà văn Onesicritus), khi đã hơn 100 tuổi, ông qua đời do buồn bã, vì Hoàng thái tử Cambyses đã sát hại phần lớn những bạn hữu của ông. Tuy nhiên, Hoàng đế Cambyses II lên nối ngôi đã vinh danh ông, xây dựng lăng tẩm cho ông tại kinh thành Pasargadae - nơi ông đã đánh bại Hoàng đế Astyages.

## Di sản
| “                                                    | Ở một mức độ và phạm vi nào đó, những thành tựu của ông còn đáng đánh giá cao hơn nhiều so với các thành tựu của vua Alexandros Đại Đế xứ Macedonia - vị vua đã đánh đổ đế quốc của ông vào năm 320 trước Công Nguyên nhưng không thể tiêu diệt hoàn toàn đế quốc này. | ” |
| — Charles Freeman trong cuốn 'The Greek Achievement' | |   |

Cyrus Đại đế là một nhà chinh phạt tài ba, một quân nhân tuyệt vời, và là người sáng lập một đế quốc rộng lớn chưa từng thấy. Sau này, các tác gia Cicero và Scipio Africanus đã thể hiện sự hâm mộ đối với những chiến công hiển hách của ông. Tuy nhiên, với Trụ Cyrus và một loạt văn bản của người Do Thái, cộng thêm những bài viết của Xenophon, ông được ca tụng như một người giải phóng hơn là một ông hoàng chinh phạt. Nhà vua được đề cập đến 22 lần trong kinh Cựu Ước, nơi ông được tôn vinh vô điều kiện. Việc đề cập này bắt đầu sau khi ông giải phóng người Do Thái khỏi Babylon và cho hơn 40.000 người Do Thái trở về quê hương.
Cho đến ngày nay, nhiều người cho rằng ông vĩ đại hơn cả vua Alexandros Đại đế, xét về những thành tựu của ông. Trên thực tế, bản thân thiên tài quân sự xứ Macedonia này cũng vô cùng mến mộ và thán phục Hoàng đế Cyrus Đại Đế - vị vua vĩ đại đã thống nhất hai dân tộc Media và Ba Tư: ngay từ khi còn trẻ, vua Alexandros Đại Đế đã đọc tác phẩm "Cyropaedia" của nhà sử học Xenophon, trong đó thể hiện chí khí hào hùng của ông khi đánh trận và khi trị quốc, đồng thời thể hiện tài năng làm vua và nhà lập pháp của ông. Từ đó vua Alexandros Đại Đế ngưỡng mộ ông, và trong chuyến viếng thăm đến cố đô Pasargadae, vị vua xứ Macedonia đã tỏ lòng hết sức kính trọng ông, qua việc truyền lệnh cho Aristobulus trang hoàng cái phòng bên trong lăng tẩm của ông.

### Trụ của Kourosh
Trụ của Cyrus, một trong những hiến chương đầu tiên về nhân quyền. Bảo tàng Anh Quốc.
Trụ của Kourosh được phát hiện năm 1878 tại địa điểm Babylon. Nó được ghi bằng chữ hình nêm của người Akkad. Bây giờ trụ của Kourosh được đặt ở Bảo tàng Anh Quốc. Nó đề cập đến cuộc chinh phạt Babylon năm 539 TCN của Kourosh Đại đế cũng như sự cư xử khoan hồng của ông đối với thần dân các miền đất bị ông chinh phạt.

## Phả hệ của Kourosh
|  |  |                      |                      |                      |                      | AchaemenesVua Ba Tư  |                      |  |  |                      |                      |                      |                      |                      |                      |  |  |                                                                 |                                                                 |                                                                 |                                                                 |                                                                 |                                                                 |  |  |                    |                    |                    |                    |                    |                    |  |  |                 |                 |                 |                 |                 |                 |  |  |  |  |  |  |  |  |  |  |  |  |  |  |  |  |  |  |  |  |
|  |  |                      |                      |                      |                      |                      |                      |  |  |                      |                      |                      |                      |                      |                      |  |  |                                                                 |                                                                 |                                                                 |                                                                 |                                                                 |                                                                 |  |  |                    |                    |                    |                    |                    |                    |  |  |                 |                 |                 |                 |                 |                 |  |  |  |  |  |  |  |  |  |  |  |  |  |  |  |  |  |  |  |  |
|  |  |                      |                      |                      |                      | TeispesVua Ba Tư     |                      |  |  |                      |                      |                      |                      |                      |                      |  |  |                                                                 |                                                                 |                                                                 |                                                                 |                                                                 |                                                                 |  |  |                    |                    |                    |                    |                    |                    |  |  |                 |                 |                 |                 |                 |                 |  |  |  |  |  |  |  |  |  |  |  |  |  |  |  |  |  |  |  |  |
|  |  |                      |                      |                      |                      |                      |                      |  |  |                      |                      |                      |                      |                      |                      |  |  |                                                                 |                                                                 |                                                                 |                                                                 |                                                                 |                                                                 |  |  |                    |                    |                    |                    |                    |                    |  |  |                 |                 |                 |                 |                 |                 |  |  |  |  |  |  |  |  |  |  |  |  |  |  |  |  |  |  |  |  |
|  |  |                      |                      |                      |                      |                      |                      |  |  |                      |                      |                      |                      |                      |                      |  |  |                                                                 |                                                                 |                                                                 |                                                                 |                                                                 |                                                                 |  |  |                    |                    |                    |                    |                    |                    |  |  |                 |                 |                 |                 |                 |                 |  |  |  |  |  |  |  |  |  |  |  |  |  |  |  |  |  |  |  |  |
|  |  | AriaramnesVua Ba Tư* | AriaramnesVua Ba Tư* | AriaramnesVua Ba Tư* | AriaramnesVua Ba Tư* | AriaramnesVua Ba Tư* | AriaramnesVua Ba Tư* |  |  | Cyrus IVua Anshan    | Cyrus IVua Anshan    | Cyrus IVua Anshan    | Cyrus IVua Anshan    | Cyrus IVua Anshan    | Cyrus IVua Anshan    |  |  |                                                                 |                                                                 |                                                                 |                                                                 |                                                                 |                                                                 |  |  |                    |                    |                    |                    |                    |                    |  |  |                 |                 |                 |                 |                 |                 |  |  |  |  |  |  |  |  |  |  |  |  |  |  |  |  |  |  |  |  |
|  |  | AriaramnesVua Ba Tư* | AriaramnesVua Ba Tư* | AriaramnesVua Ba Tư* | AriaramnesVua Ba Tư* | AriaramnesVua Ba Tư* | AriaramnesVua Ba Tư* |  |  | Cyrus IVua Anshan    | Cyrus IVua Anshan    | Cyrus IVua Anshan    | Cyrus IVua Anshan    | Cyrus IVua Anshan    | Cyrus IVua Anshan    |  |  |                                                                 |                                                                 |                                                                 |                                                                 |                                                                 |                                                                 |  |  |                    |                    |                    |                    |                    |                    |  |  |                 |                 |                 |                 |                 |                 |  |  |  |  |  |  |  |  |  |  |  |  |  |  |  |  |  |  |  |  |
|  |  | ArsamesVua Ba Tư*    | ArsamesVua Ba Tư*    | ArsamesVua Ba Tư*    | ArsamesVua Ba Tư*    | ArsamesVua Ba Tư*    | ArsamesVua Ba Tư*    |  |  | Cambyses IVua Anshan | Cambyses IVua Anshan | Cambyses IVua Anshan | Cambyses IVua Anshan | Cambyses IVua Anshan | Cambyses IVua Anshan |  |  |                                                                 |                                                                 |                                                                 |                                                                 |                                                                 |                                                                 |  |  |                    |                    |                    |                    |                    |                    |  |  |                 |                 |                 |                 |                 |                 |  |  |  |  |  |  |  |  |  |  |  |  |  |  |  |  |  |  |  |  |
|  |  | ArsamesVua Ba Tư*    | ArsamesVua Ba Tư*    | ArsamesVua Ba Tư*    | ArsamesVua Ba Tư*    | ArsamesVua Ba Tư*    | ArsamesVua Ba Tư*    |  |  | Cambyses IVua Anshan | Cambyses IVua Anshan | Cambyses IVua Anshan | Cambyses IVua Anshan | Cambyses IVua Anshan | Cambyses IVua Anshan |  |  |                                                                 |                                                                 |                                                                 |                                                                 |                                                                 |                                                                 |  |  |                    |                    |                    |                    |                    |                    |  |  |                 |                 |                 |                 |                 |                 |  |  |  |  |  |  |  |  |  |  |  |  |  |  |  |  |  |  |  |  |
|  |  | HystapesHoàng tử     | HystapesHoàng tử     | HystapesHoàng tử     | HystapesHoàng tử     | HystapesHoàng tử     | HystapesHoàng tử     |  |  | Cyrus IIVua Ba Tư    | Cyrus IIVua Ba Tư    | Cyrus IIVua Ba Tư    | Cyrus IIVua Ba Tư    | Cyrus IIVua Ba Tư    | Cyrus IIVua Ba Tư    |  |  |                                                                 |                                                                 |                                                                 |                                                                 |                                                                 |                                                                 |  |  |                    |                    |                    |                    |                    |                    |  |  |                 |                 |                 |                 |                 |                 |  |  |  |  |  |  |  |  |  |  |  |  |  |  |  |  |  |  |  |  |
|  |  | HystapesHoàng tử     | HystapesHoàng tử     | HystapesHoàng tử     | HystapesHoàng tử     | HystapesHoàng tử     | HystapesHoàng tử     |  |  | Cyrus IIVua Ba Tư    | Cyrus IIVua Ba Tư    | Cyrus IIVua Ba Tư    | Cyrus IIVua Ba Tư    | Cyrus IIVua Ba Tư    | Cyrus IIVua Ba Tư    |  |  |                                                                 |                                                                 |                                                                 |                                                                 |                                                                 |                                                                 |  |  |                    |                    |                    |                    |                    |                    |  |  |                 |                 |                 |                 |                 |                 |  |  |  |  |  |  |  |  |  |  |  |  |  |  |  |  |  |  |  |  |
|  |  |                      |                      |                      |                      |                      |                      |  |  |                      |                      |                      |                      |                      |                      |  |  |                                                                 |                                                                 |                                                                 |                                                                 |                                                                 |                                                                 |  |  |                    |                    |                    |                    |                    |                    |  |  |                 |                 |                 |                 |                 |                 |  |  |  |  |  |  |  |  |  |  |  |  |  |  |  |  |  |  |  |  |
|  |  | Darius IVua Ba Tư    | Darius IVua Ba Tư    | Darius IVua Ba Tư    | Darius IVua Ba Tư    | Darius IVua Ba Tư    | Darius IVua Ba Tư    |  |  | Cambyses IIVua Ba Tư | Cambyses IIVua Ba Tư | Cambyses IIVua Ba Tư | Cambyses IIVua Ba Tư | Cambyses IIVua Ba Tư | Cambyses IIVua Ba Tư |  |  | SmerdisHoàng tử (Thấy tế Gaumata lấy tên Smerdis và cướp ngôi)* | SmerdisHoàng tử (Thấy tế Gaumata lấy tên Smerdis và cướp ngôi)* | SmerdisHoàng tử (Thấy tế Gaumata lấy tên Smerdis và cướp ngôi)* | SmerdisHoàng tử (Thấy tế Gaumata lấy tên Smerdis và cướp ngôi)* | SmerdisHoàng tử (Thấy tế Gaumata lấy tên Smerdis và cướp ngôi)* | SmerdisHoàng tử (Thấy tế Gaumata lấy tên Smerdis và cướp ngôi)* |  |  | ArtystoneCông chúa | ArtystoneCông chúa | ArtystoneCông chúa | ArtystoneCông chúa | ArtystoneCông chúa | ArtystoneCông chúa |  |  | AtossaCông chúa | AtossaCông chúa | AtossaCông chúa | AtossaCông chúa | AtossaCông chúa | AtossaCông chúa |  |  |  |  |  |  |  |  |  |  |  |  |  |  |  |  |  |  |  |  |

## Sách đọc thêm
Tài liệu cổ
- The en:Nabonidus Chronicle of the en:Babylonian Chronicles
- The Verse account of Nabonidus
- The Prayer of Nabonidus (nằm trong Các cuộn sách Biển Chết)
- en:Cyrus Cylinder
- Herodotos (Lịch sử)
- Ctesias (Persica)
- Sách Kinh Thánh Êsai, Daniel, Ezra và Nehemiah
- en:Josephus (en:Antiquities of the Jews)
- Thucydides (en:History of the Peloponnesian War)
- Platon (en:Laws (dialogue))
- Xenophon (en:Cyropaedia)
- Quintus Curtius Rufus (Library of World History)
- Plutarchos (Plutarch's Lives)
- Fragments of Nicolaus of Damascus
- Arrian (Anabasis Alexandri)
- Polyaenus (Stratagems in War)
- Justin (Epitome of the Philippic History of Pompeius Trogus) (tiếng Anh)
- Polybius (The Histories (Polybius))
- Diodorus Siculus (Bibliotheca historica)
- Athenaeus (Deipnosophistae)
- Strabo (History)